# Těhotenství po termínu
Těhotenství po termínu, známé jako přenášení nebo potermínové těhotenství, je, když žena dosud neporodila svůj plod po 42 týdnech těhotenství, tedy dva týdny po obvyklých 40 týdnech trvání těhotenství. Porod po termínu nese rizika pro matku i dítě, včetně podvýživy plodu, syndromu aspirace mekonia a narození mrtvého dítěte. Po 42. týdnu těhotenství začne placenta, která dodává matce živiny a kyslík od matky, stárnout a nakonec selže. Těhotenství po termínu je důvodem k vyvolání porodu.

## Definice
Řízení porodu a porod se může lišit v závislosti na těhotenském věku. Při popisu různých časových období těhotenství je běžné setkat se s následujícími termíny:
- Po termínu – ≥ 42 týdnů + 0 dnů těhotenství (≥ 294 dní od prvního dne posledního menstruačního období nebo ≥ 14 dní od předpokládaného data početí)
- Pozdní termín – 41 týdnů + 0 dní až 41 týdnů + 6 dnů těhotenství
- Celé období – 39 týdnů + 0 dní až 40 týdnů + 6 dnů těhotenství
- Časné období – 37 týdnů + 0 dní až 38 týdnů + 6 dnů těhotenství
- Předčasně – ≤ 36 týdnů + 6 dnů těhotenství[5]

## Příznaky a symptomy
Protože těhotenství po termínu je stav výhradně na základě těhotenského (gestačního) věku, neexistují žádné potvrzující fyzické příznaky nebo symptomy. I když je obtížné určit gestační věk fyzicky, novorozenci, kteří se narodili po termínu, mohou být spojeni s fyzickou kondicí zvanou postmaturita. Nejběžnějšími příznaky tohoto stavu jsou suchá kůže, zarostlé nehty, vrásky na dlaních a chodidlech dítěte, minimální tuk, bohaté vlasy na hlavě a buď hnědé, zelené nebo žluté zabarvení kůže. Lékaři diagnostikují pozdní porod na základě fyzického vzhledu dítěte a délky těhotenství matky. Některé pozdně porozené děti však mohou vykazovat žádné nebo jen málo známek postmaturity. 

## Příčiny
Příčiny těhotenství po termínu nejsou známy, ale porod po termínu je pravděpodobnější, když matka zažila předchozí porod po termínu. Termíny oplodnění se snadno vypočítají špatně, když si matka není jistá posledním menstruačním obdobím. Pokud dojde k nesprávnému výpočtu, mohlo by být dítě porozeno před nebo po očekávaném termínu. Porod po termínu lze také připsat nepravidelným menstruačním cyklům. Když je menstruační období nepravidelné, je velmi obtížné posoudit, kdy budou vaječníky k dispozici pro oplodnění a následné těhotenství. Některá těhotenství po termínu nemusí ve skutečnosti opožděnými kvůli nejistotě posledního menstruačního období matky. Ve většině zemí, kde je těhotenství měřeno technologií ultrazvukového zobrazování, je to však méně pravděpodobné. 